# گری بروک (بازیکن فوتبال)
گری بروک (انگلیسی: Gary Brook؛ زادهٔ ۹ مهٔ ۱۹۶۴) بازیکن فوتبال اهل بریتانیا است.
از باشگاه‌هایی که در آن بازی کرده‌است می‌توان به باشگاه فوتبال اوست تاون، باشگاه فوتبال نوتس کانتی، باشگاه فوتبال نیوپورت کانتی، و باشگاه فوتبال بلکپول اشاره کرد.